# Paola Brandenburg
Paola Brandenburg (* 19. Juni 1984 in Greifswald) ist eine deutsche Theater- und Filmschauspielerin.

## Leben
Paola Brandenburg stand bereits mit 14 Jahren auf der Zinnowitzer Freilichtbühne und spielte dort im Stück Vineta in der Statistengruppe. Ihre Ausbildung mit Gesang und Tanz absolvierte sie von 2004 bis 2007 an der Theaterakademie Vorpommern. Von 2007 bis 2008 war sie an der Landesbühne Anklam engagiert. Danach lebte sie 4 Jahre in Berlin, wo sie ebenfalls in verschiedenen Theatern spielte. Im Sommer 2013 wirkte sie bei den Märchenfestspielen in Hanau mit. Nun ist sie fest engagiert an der Vorpommerschen Landesbühne Anklam, wo sie in verschiedenen Rollen zu sehen ist. Derzeit lebt sie in Zinnowitz.

## Theaterstücke (Auswahl)
- 2005–2008, 2010, 2011: Vineta-Festspiele (in verschiedenen Rollen)
- 2007: Leonie in Leonie kommt zu früh, Regie Thomas Neumann an der Landesbühne Anklam
- 2009: Hanna in Hanna und Hannah am Landestheater Neustrelitz
- 2009: Bagheera in Das Dschungelbuch
- 2010: Sittah in Nathan der Weise an der Landesbühne Anklam
- 2011: Beatrice in 2 Frauen – 1 Stück
- 2011: Paola in Perplex von M. Mayenburg
- 2013: Eunice in Endstation Sehnsucht, inszeniert von O. Trautwein
- 2013: Vera Claythorn in Und dann gabs keines mehr – Krimi, inszeniert von H. Olschok
- 2013: Sally und Mrs. Cowper in Cash, inszeniert von C. Birkfeld
- 2013: Pierrette in Die acht Frauen, inszeniert von R. Vogtenhuber

## Film
- 2010: Vertrauen ist gut, Kontrolle ist besser[2]
- 2021: Der Usedom-Krimi: Entführt[3]